# Anja Lundqvist

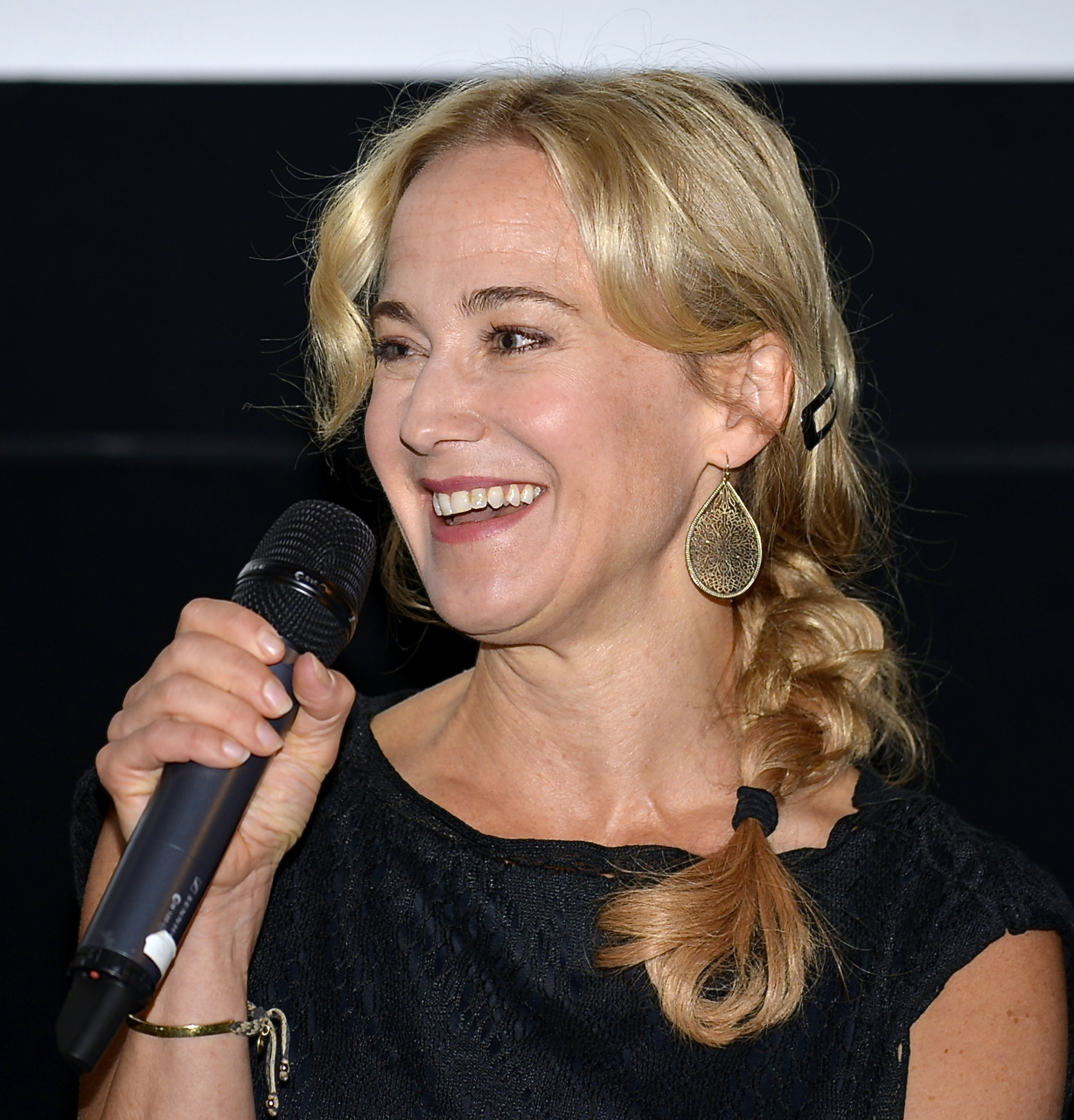
Anja Lundqvist under presentationen av Sune i fjällen i Filmhuset i Stockholm den 18 augusti 2014.

Karin Anja Elisabet Lundqvist, född 7 juni 1971 i Vaksala församling, Uppsala län, är en svensk skådespelare.

## Biografi
Lundqvist, som är dotter till statsvetaren Lennart J. Lundqvist och sjuksköterskan Maud, ogift Lindgren, studerade vid Teaterhögskolan i Stockholm 1995–1999, och har efter studierna varit engagerad vid Teater Plaza, Dramaten och Stockholms stadsteater. Hon spelade en roll i Lukas Moodyssons film Tillsammans (2000). 23 år senare kom en uppföljare till filmen, kallad Tillsammans 99, vilket ledde till att Lundqvist tilldelades Guldbaggen för bästa kvinnliga biroll vid Guldbaggegalan 2024.
Hon spelade rollen som Annelie i TV-trilogin Tusenbröder och som Kattis Berg Antonsen i TV-serien Gåsmamman. Hon medverkade i Stjärnorna på slottet 2023.

## Filmografi TV serier (urval)
- 2000 – Tillsammans (Film)
- 2000 – Soldater i månsken (TV-serie)
- 2002 – Tusenbröder (TV-serie)
- 2002 – Stora teatern (TV-serie)
- 2003 – Tusenbröder II (TV-serie)
- 2006 – Varannan vecka
- 2006 – Offside
- 2006 – Tusenbröder III (TV-serie)
- 2008 – Oskyldigt dömd (TV-serie)
- 2009 – Stormen (TV-serie)
- 2009 – Guds tre flickor (TV-serie)
- 2010 – Maria Wern - Alla de stillsamma döda (TV-serie)
- 2010 – Våra vänners liv (TV-serie)
- 2012 – Sune i Grekland
- 2013 – Sune på bilsemester
- 2013 – Wallander – Mordbrännaren
- 2014 – Sune i fjällen
- 2015 – Gåsmamman (TV-serie)
- 2016 – Mammor (TV-serie)
- 2017 – Modus (TV-serie)
- 2017 – Alex (TV-serie)
- 2018 – De dagar som blommorna blommar (TV-serie)
- 2019 – Heder (TV-serie)
- 2019 – Jag kommer hem igen till jul
- 2021 – Lust (TV-serie)
- 2023 – Tillsammans 99
- 2025 – Kärlek fårever

## Teater

### Roller
| År   | Roll          | Produktion                                        | Regi         | Teater   |
| ---- | ------------- | ------------------------------------------------- | ------------ | -------- |
| 2005 | Léonide       | Kärlekens triumf Pierre de Marivaux               | Staffan Roos | Dramaten |
| 2008 | Adolfine      | Drottningens juvelsmycke Carl Jonas Love Almqvist | Staffan Roos | Dramaten |
| 2009 | Anette Reille | Massakerguden Yasmina Reza                        | Staffan Roos | Dramaten |